# Битолски конгрес
Битолският конгрес или Конгрес на азбуката (на албански: Kongresi i Manastirit, Kongresi i Alfabeti) е албански научен конгрес, проведен в град Битоля, Османската империя от 14 до 22 ноември 1908 година, и имащ за цел стандартизацията на албанската азбука. Днес в Албания 22 ноември се отбелязва като Ден на азбуката (Dita e Alfabetit). Преди конгреса, в писането на албански цари хаос – езикът се пише с шест различни азбуки, плюс много подварианти.

## Делегати
| “ | Първи ред отгоре и отляво надясно: Сами Пояни (делегат от Корча), Зенел Глина (от Лесковик), Леонида Начи (от Вльора), Симон Шутерики (от Елбасан), Димитър Бруда (от Елбасан), Азис Старова (от Старова), Адам Шкаба (от София), Мати Логореци (от дружество „Агими“). Втори ред: Рок Бериша Джакова (от Скопие), Байо Топули (от Гирокастро), Григор Цилка (от Корча), Сотир Печи (от Америка и Букурещ), Шефкет Фрашъри (от Корча), Луиг Гуракуки (от Шкодра), Шахин Колония (от Колония), Ахил Ефтим Корча (от Кюстенджа), Хил Моси (от Шкодра). Трети ред: Нижет Вриони (от Берат), Димитър Моле (от Пловдив), Герг Кирязи (от Битоля), отец Герг Фишта (от дружество „Башкими“), Мидхат Фрашъри (от Солунския и Янинския клуб), Дон Никола Качори (от Драч), Дон Ндре Миеда (от дружество „Агими“), Фехим Завалани (от Битоля). Четвърти ред: Рефик Топтани (от Тирана), Черчиз Топули, Михал Грамено (от Корча), отстрани двама неделегирани. В мемоарите на Михал Грамено се споменават като участници, които отсъстват на тази снимка: Параскеви Кирязи (от училището в Корча), Хавез Ибрахими и Емин бей (от Скопие), Рауф бей (от Гирокастро) и Селахедин бей (от Битоля). | ” |
|   | |   |

Конгресът се провежда в къщата на Фехим Завалани, която е и център на комитета Башкими (Единство). Завалани отправя и откриващата реч. На конгреса присъстват видни фигури на албанския културен и политически живот, както и представители на албанската диаспора. Има делегати от 23 града и от културни и националистически асоциации. Тридесет и двама от участниците са с право на глас, а осемнадесет са наблюдатели.

## Комисия
В началото на конгреса делегатите избират комисия, състояща се от осем члена, която да организира дебатите и другите дейности на конгреса. За председател на комисията е избран Герг Фишта, а за подпредседател - Митхат Фрашъри. Луиг Гуракуки става секретар на комисията, а останалите пет члена са Байо Топули, Ндре Миеда, Шахин Колоня, Герг Кирязи и Сотир Печи. За председател на конгреса е избран Митхат Фрашъри, а за председател на комисията по азбуката - Параскеви Кирязи, натоварена с организацията на различните азбучни предложения.

## Решения
Делегатите решават, че албанската азбука трябва да е максимално фонетична. Предложени са три варианта – Цариградския, този на Обществото за единство на албанския език (Башкими) и този на Агими (Зора). Делегатите единодушно се спират на варианта на Башкими. Азбуката на Агими и на Башкими са латински, а Цариградската съдържа предимно латински букви, заедно с 10 нови символа.

## Памет
В 2008 година с празненства в Битоля, Тирана и Прищина е отбелязана 100-годишнината на конгреса. В Албания, Косово и албанските части на Северна Македония първият учебен час е посветен на конгреса.
22 ноември е официален празник в Албания, Косово и Северна Македония.
В къщата на Фехим Завалани, в която се провежда конгресът, е организиран Музей на албанската азбука.